# Красностепной
Красностепной — посёлок в Зимовниковском районе Ростовской области. Входит в состав Кировского сельского поселения.

## География

### Улицы
| - ул. Первомайская - ул. Северная - ул. Совхозная - ул. Хуторская - ул. Центральная - ул. Школьная | - пер. Малый - пер. Мира - пер. Южный |

## История
В 1987 г. указом ПВС РСФСР поселку центральной усадьбы овцесовхоза № 7 присвоено наименование Красностепной.

## Население
Динамика численности населения
| 2002 |
| ---- |
| 755  |

| 2010 |
| ---- |
| 640  |